# Triplophysa obscura
Triplophysa obscura är en fiskart som beskrevs av Wang, 1987. Triplophysa obscura ingår i släktet Triplophysa och familjen grönlingsfiskar. Inga underarter finns listade i Catalogue of Life.